# Хагърман
Хагърман (на английски: Hagerman) е град в окръг Гудинг, щата Айдахо, САЩ. Хагърман е с население от 656 жители (2000) и обща площ от 0,9 km². Намира се на 900 m надморска височина. ЗИП кодът му е 83332, а телефонният му код е 208.